# Île Anemeec
L’île Anemeec est un îlot dans les pléiades du Nord, une des Iles Loyauté en Nouvelle-Calédonie .